# Macreuse à front blanc
Melanitta perspicillata
Espèce
Statut de conservation UICN

 LC  : Préoccupation mineure
La Macreuse à front blanc (Melanitta perspicillata) ou Macreuse à lunettes, est une espèce d'oiseau migrateur de la famille des Anatidae, présent en Amérique du Nord. Elle est appelée Surf scoter en anglais.

## Description
La Macreuse à front blanc a sensiblement la taille de la Macreuse noire : environ 55 cm de longueur pour une envergure de 78 à 92 cm et un poids de 907 à 1 000 g. Elle possède un bec large et haut lui donnant un profil d'Eider. Le mâle présente un plumage noir avec une tache blanche au niveau de la nuque, une autre sur le front (d'où son actuel nom spécifique français) et deux lunettes noires (d'où son ancien nom spécifique français) à la base du bec tricolore (rouge, jaune et blanc). La femelle et le jeune sont bruns avec deux taches claires sur les côtés de la tête, en arrière du bec et en arrière de l'oeil, et parfois une tache claire à la nuque, et leur bec est noir teinté de vert ou de bleu. Le juvénile est en général plus clair que la femelle, avec le dessous du corps blanchâtre.

### Confusion avec d'autres espèces
Les mâles de macreuses à front blanc se distinguent aisément des autres espèces de macreuses. Les femelles et les immatures ont le bec plus volumineux et plus carré à la base et un profil de la tête plus aplati. En vol, elles sont les seules macreuses avec les ailes entièrement noires.

### Mues
La mue des plumes des ailes commence généralement entre fin juillet et début août et dure quatre semaines, pendant lesquelles l'oiseau ne peut pas voler. Le plumage d'éclipse des mâles est pratiquement similaire au plumage habituel, avec le ventre un peu plus brun et une apparence plus terne et plus désordonnée.

### Catégories d'âge
Les mâles de première année se distinguent facilement des mâles plus âgés. Chez les femelles, la distinction des âges n'est guère possible sur la base du plumage. Lors du premier automne, les juvéniles se distinguent peu des femelles. À la fin du printemps et en été, les mâles de première et de deuxième année sont également difficiles à distinguer. La période pour distinguer les âges de la manière la plus fiable se situe entre mi janvier et fin mars.

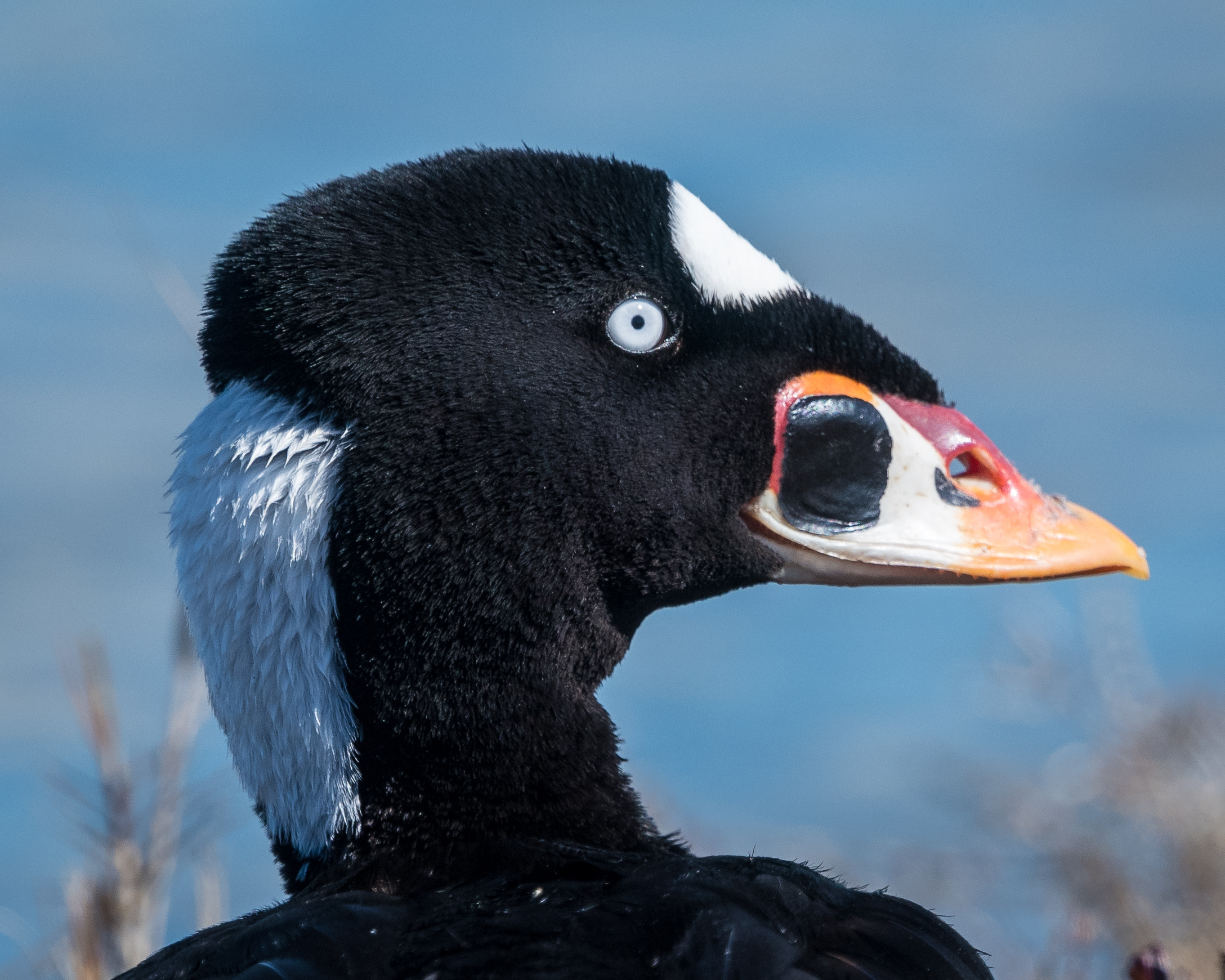
Tête de mâle en gros plan.
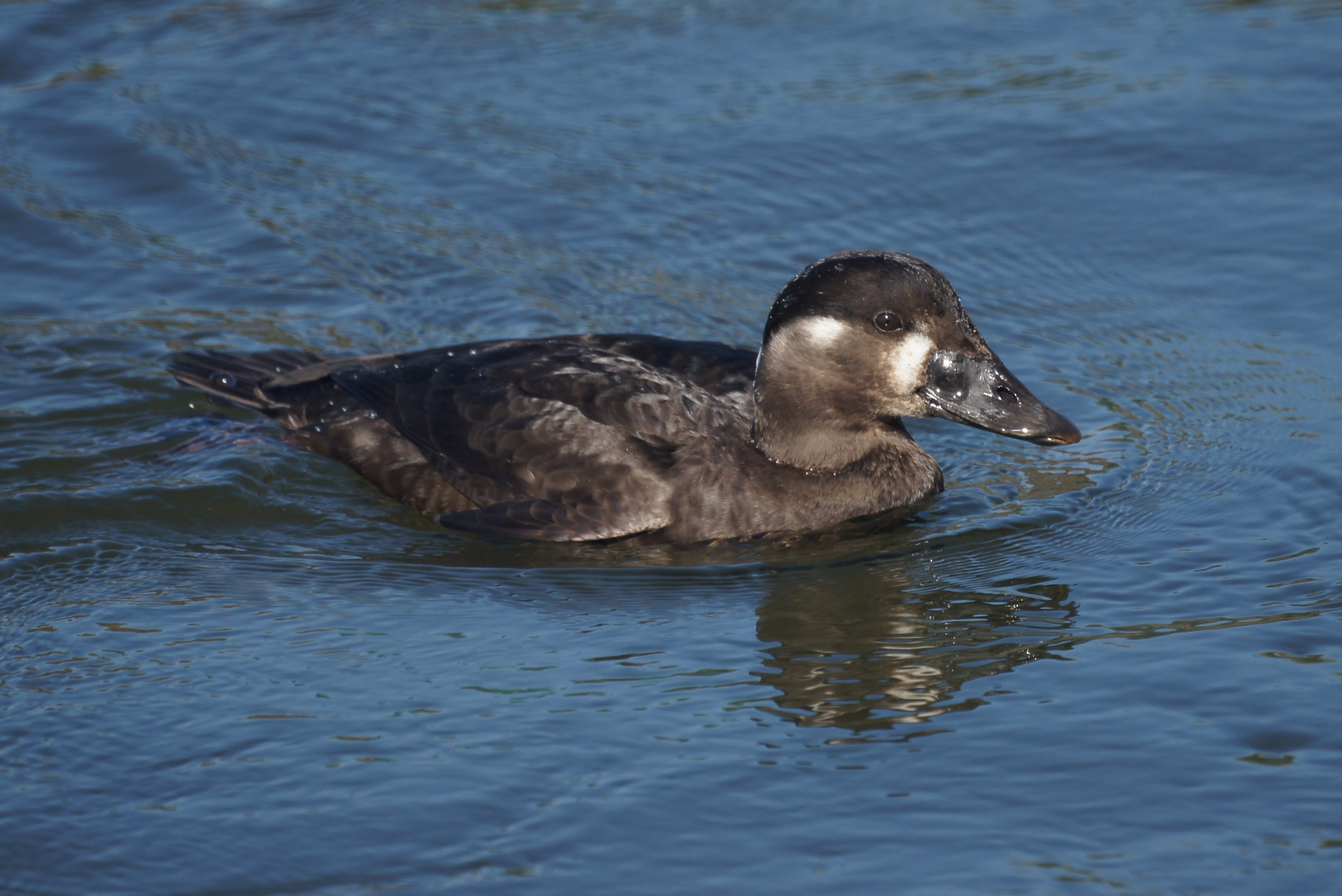
Femelle, Los Angeles.
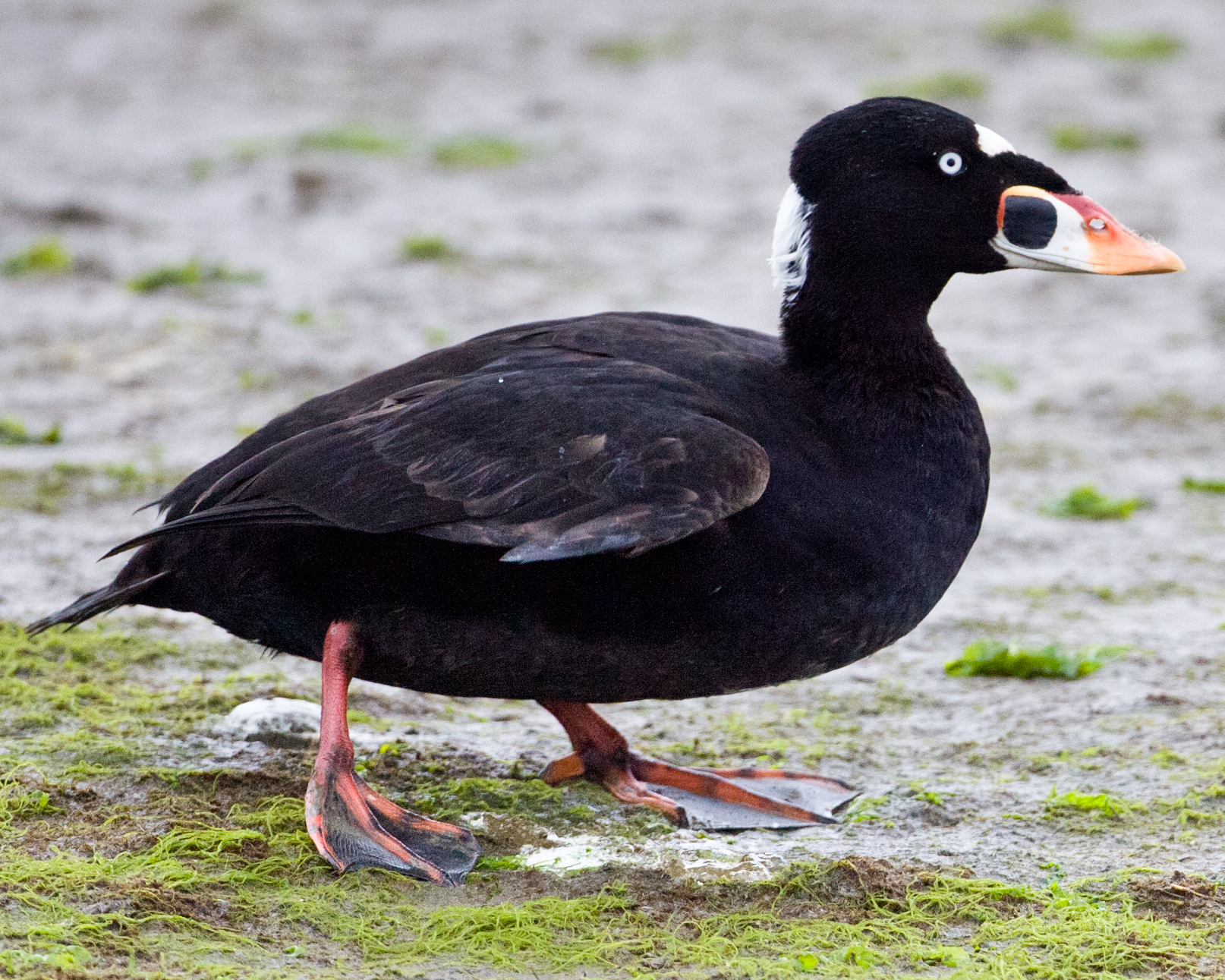
Mâle en train de marcher.
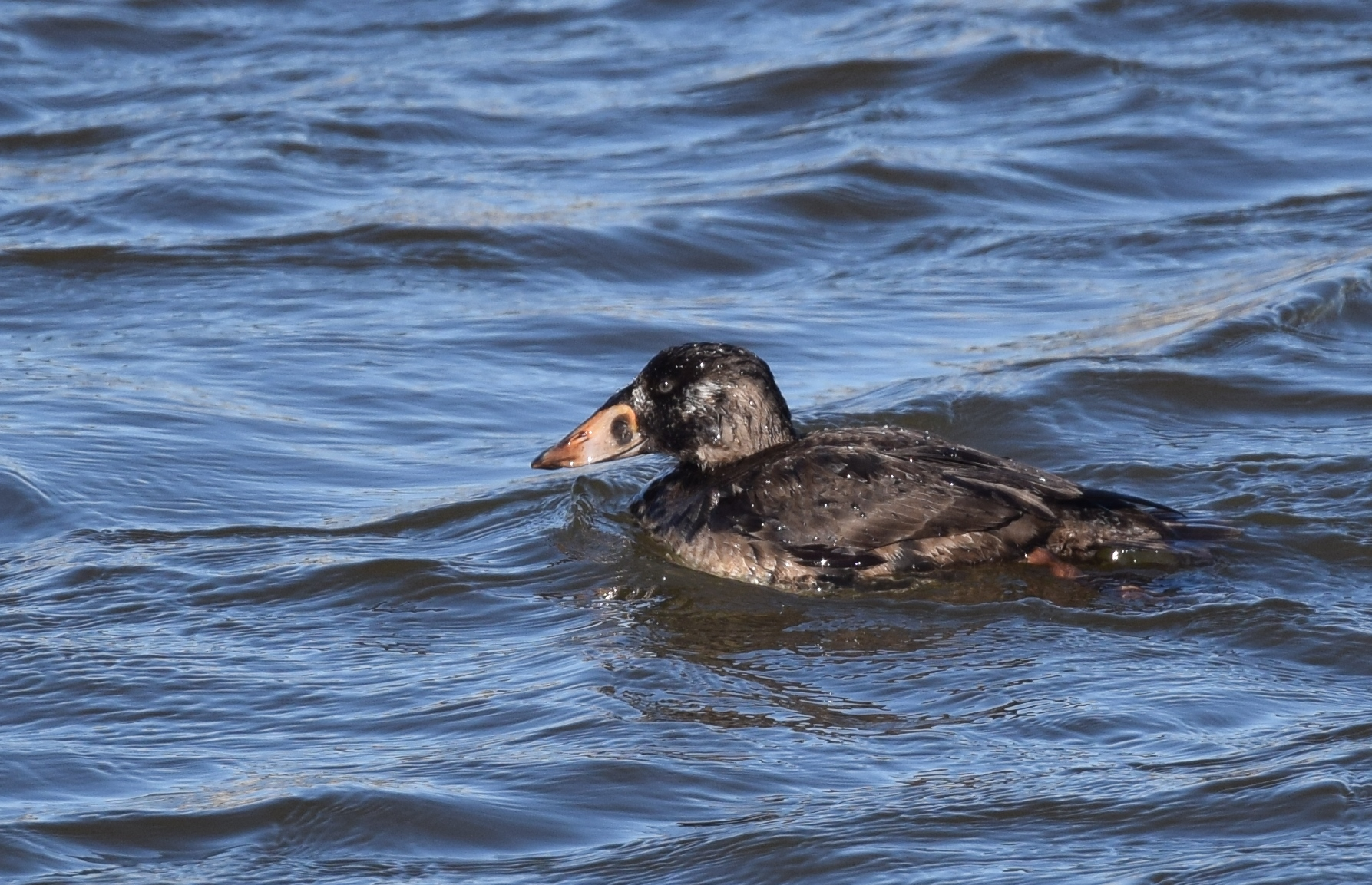
Mâle de premier hiver.

## Répartition et habitat

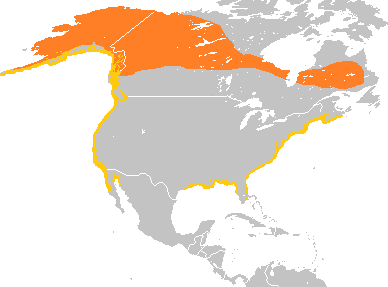
zone de nidification
aire d'hivernage

Cet oiseau vit au Canada et en Alaska et à Saint-Pierre et Miquelon, où il se reproduit dans les zones boréales de lacs et de marais . Il hiverne en bandes le long des côtes nord-américaines du sud-est de l'Alaska jusqu'aux îles Aléoutiennes et au sud des États-Unis jusqu'en Basse Californie au Mexique.

### Migrations

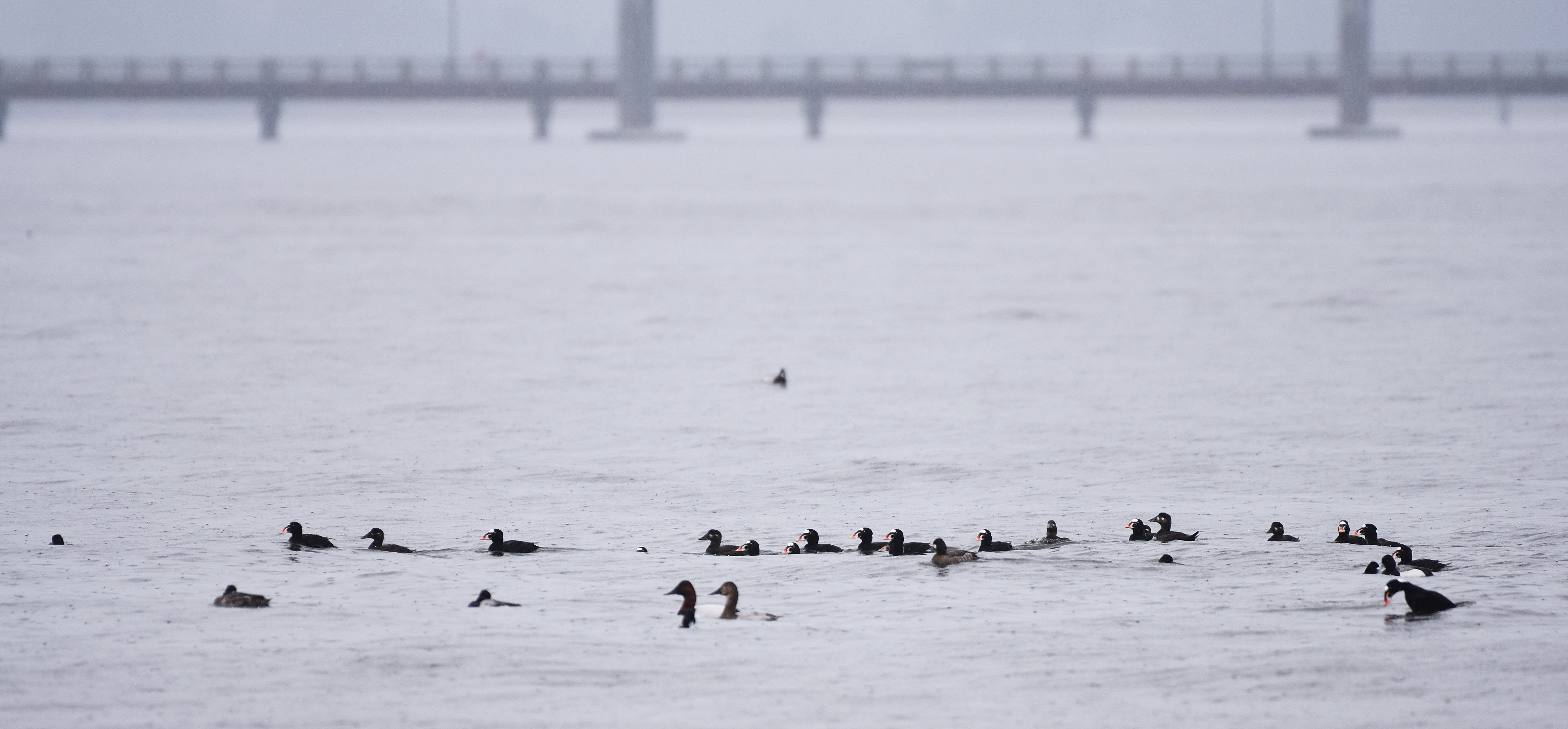
Bande de macreuses à front blanc en hivernage sur la côte est des États-Unis.

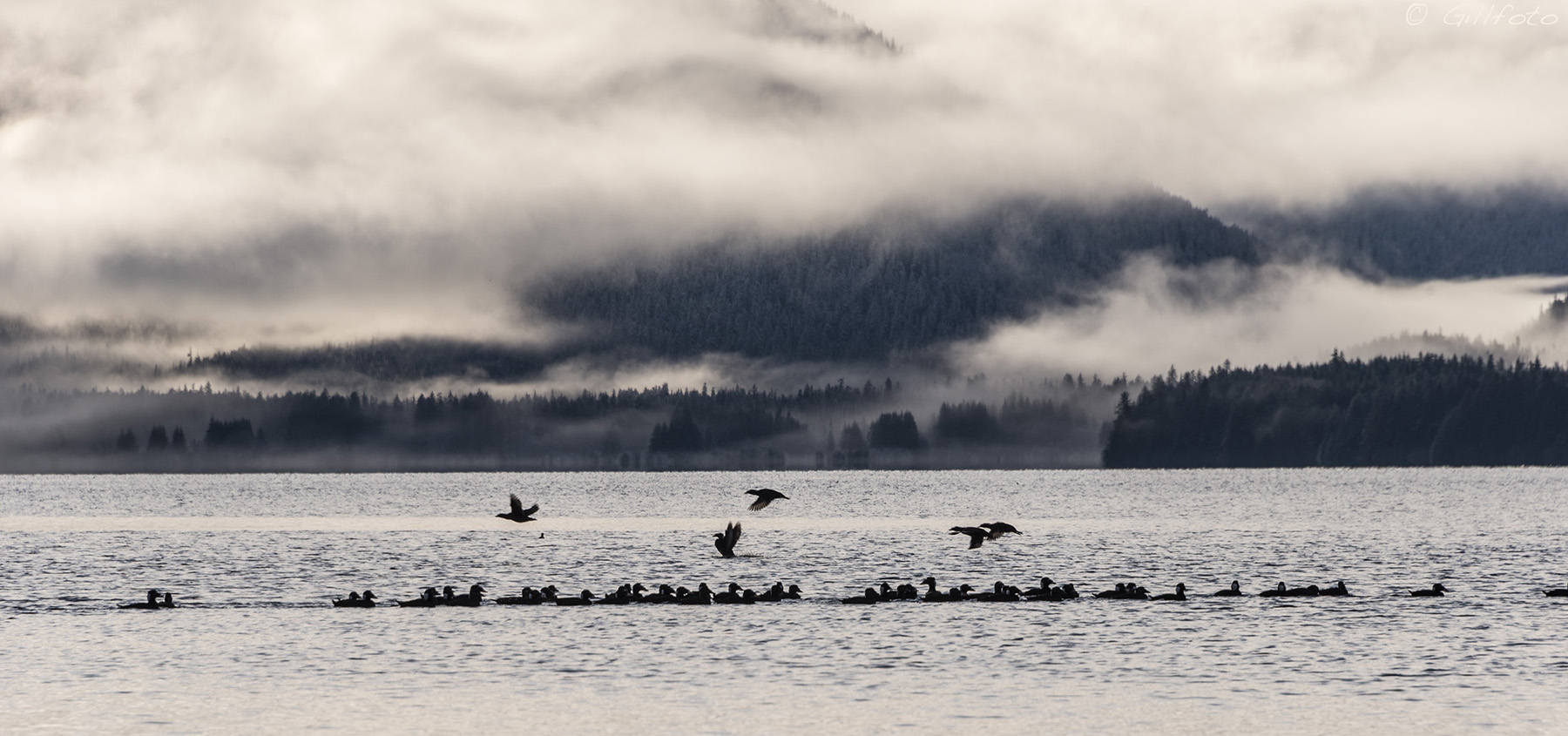
Hivernage sur Tenakee Inlet au Sud-Est de l'Alaska,

Sur la côte pacifique, deux principales routes sont suivies lors de la migration de printemps, qui dépendent de la latitude des sites de nidification: une route du sud, qui suit la côte jusqu'au détroit de Puget (Washington) et au détroit de Géorgie (Colombie britannique), puis coupe à l'intérieur des terres; et une route du nord, qui suit la côte pacifique par petits déplacement en Colombie britannique jusqu'au sud-est de l'Alaska, vers le canal Lynn, avant une migration vers l'intérieur des terres.
Lors de la migration d'automne, les individus se distribuent le long de la côte. On rencontre une plus grande proportion de mâles dans le nord de la zone, une plus grande proportion de femelles au centre la zone, et une plus grande proportion de jeunes et de femelles au sud de la zone. Cette distribution est corrélée à des facteurs de survie tels que la masse corporelle notamment, et correspond aux meilleurs taux de survie par catégorie d'âge, de sexe et de répartition.

### Occasionnels rares en Europe ou ailleurs
Au moment de leur migration vers le sud, des individus sont parfois entraînés par les vents des tempêtes en direction de l'Europe, où l'espèce a le statut d'accidentelle rare (non nicheuse). Elle a été observée au Groenland, aux Féroés et en Islande, ainsi que : 
- en Grande-Bretagne[6], et en Irlande;
- le long des côtes atlantiques en France (l'INPN recense, en décembre 2023, 135 observations)[7], avec de très rares données méditerranéennes ou à l'intérieur des terres;
- dans les pays de Scandinavie et en Finlande;
- en Espagne sur les côtes asturiennes et galiciennes[8];
- au Sud jusqu'au Portugal, avec moins de dix mentions[9], ainsi qu'à Madère (une mention)[10] ou aux Açores[11];
- et même à l'intérieur du continent jusqu'en Suisse, avec une première mention en novembre 2023 sur le lac Léman à Genève[12],[13].

Dans ces pays, on les rencontre plutôt d'octobre à mars, le plus souvent des individus isolés, mais parfois de groupes de deux, beaucoup plus rarement trois individus, et le plus souvent au milieu d'individus d'autres espèces (macreuses noires ou brunes). Ils peuvent rester entre quelques jours et plusieurs semaines. Ainsi, un individu mâle adulte a été observé à La Tranche-sur-Mer (Vendée) du 27 décembre 1993 au 27 février 1994, soit pendant deux mois.
Ailleurs encore, des individus ont été observée aux Bermudes, ainsi qu'à l'ouest de leur zone de répartition, en Corée, au Japon et dans l'est de la Russie.

## Écologie et comportement
Lors de l'hivernage, cette espèce se rencontre souvent en bandes nombreuses, pouvant aller jusqu'à une centaine d'individus. Les plongées ont alors lieu de manière synchronisée. De telles plongées synchronisées permettent aux individus de gagner du temps lors de la recherche de proies attachées au substrat et très localisées. Elles permettraient également de désorienter les cleptoparasites (oiseaux qui volent les proies d'autres oiseaux) comme le goéland à ailes grises (Larus glaucescens).

Cet oiseau plonge avec les ailes écartées. 

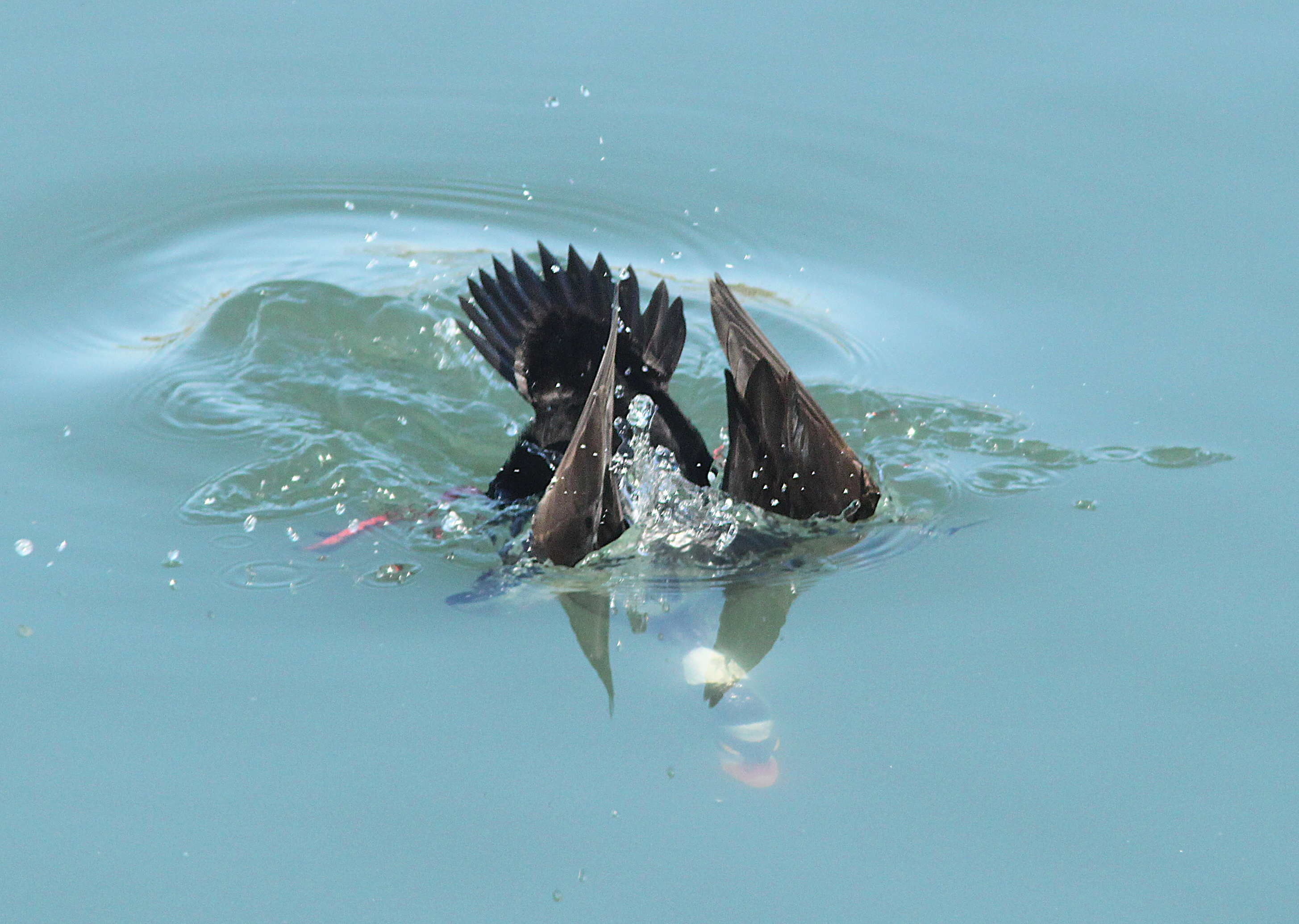
Mâle en train de plonger, San Luis Obispo, Californie.
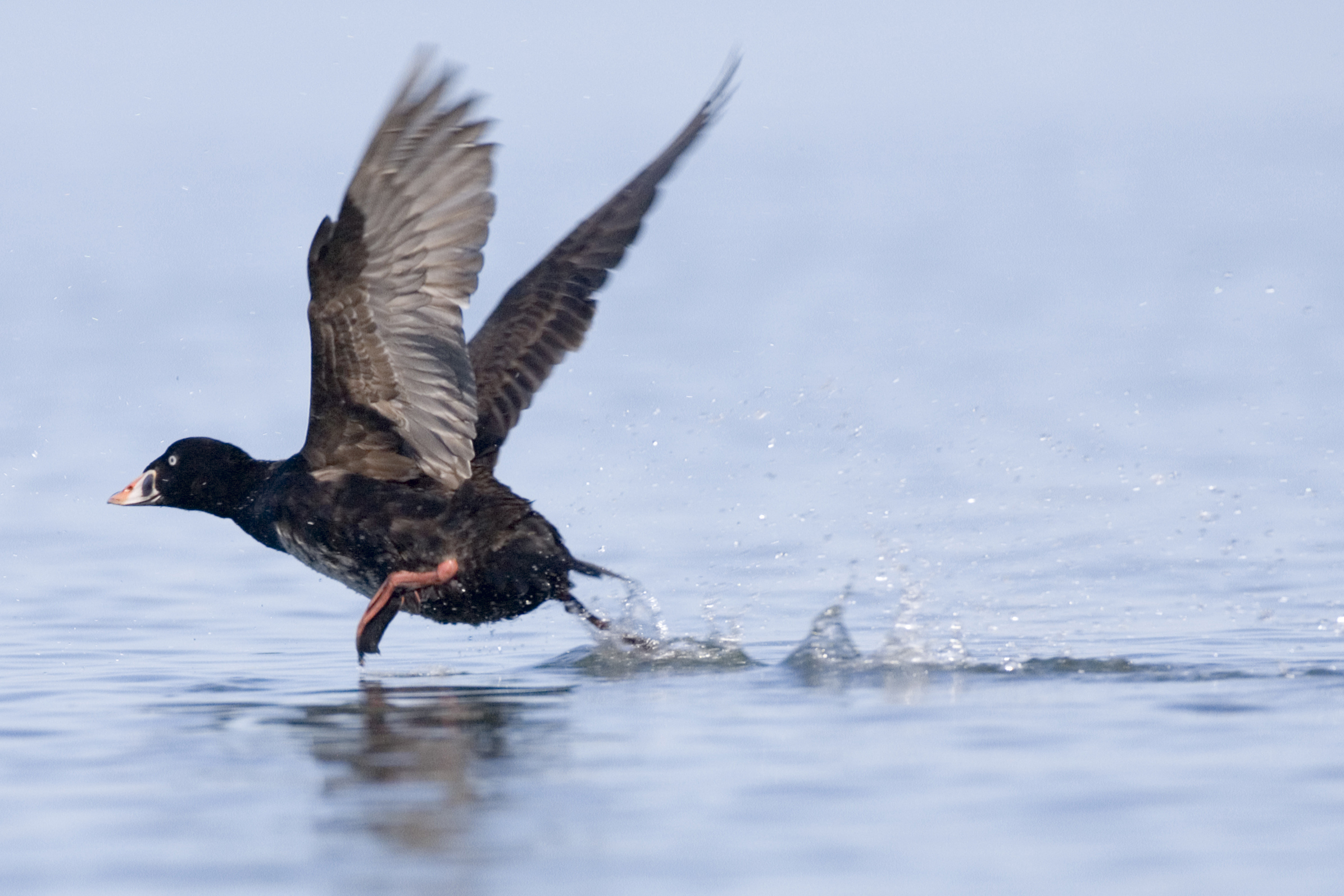
Macreuse à front blanc à l'envol.
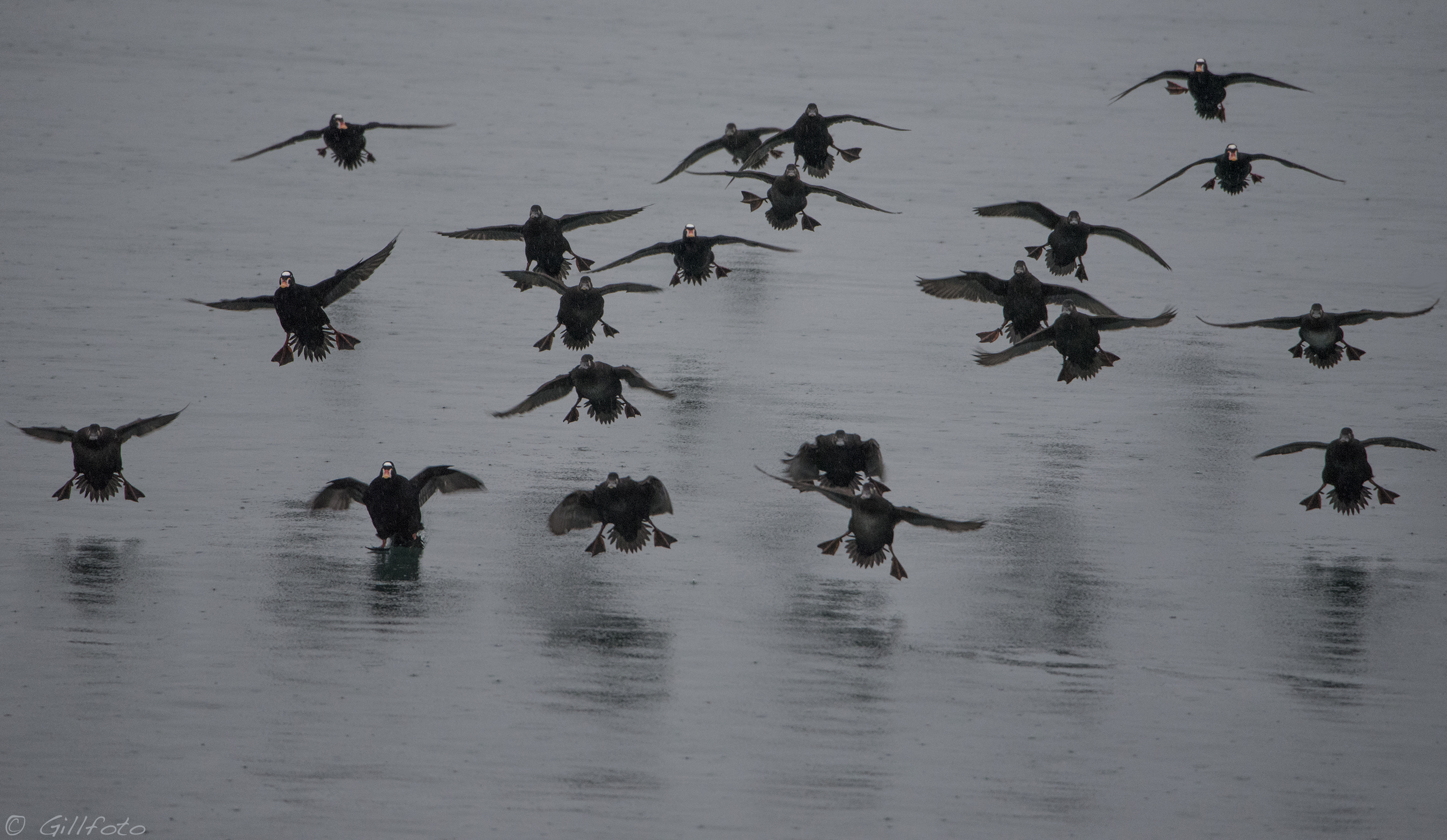
Groupe en train d'amerrir.
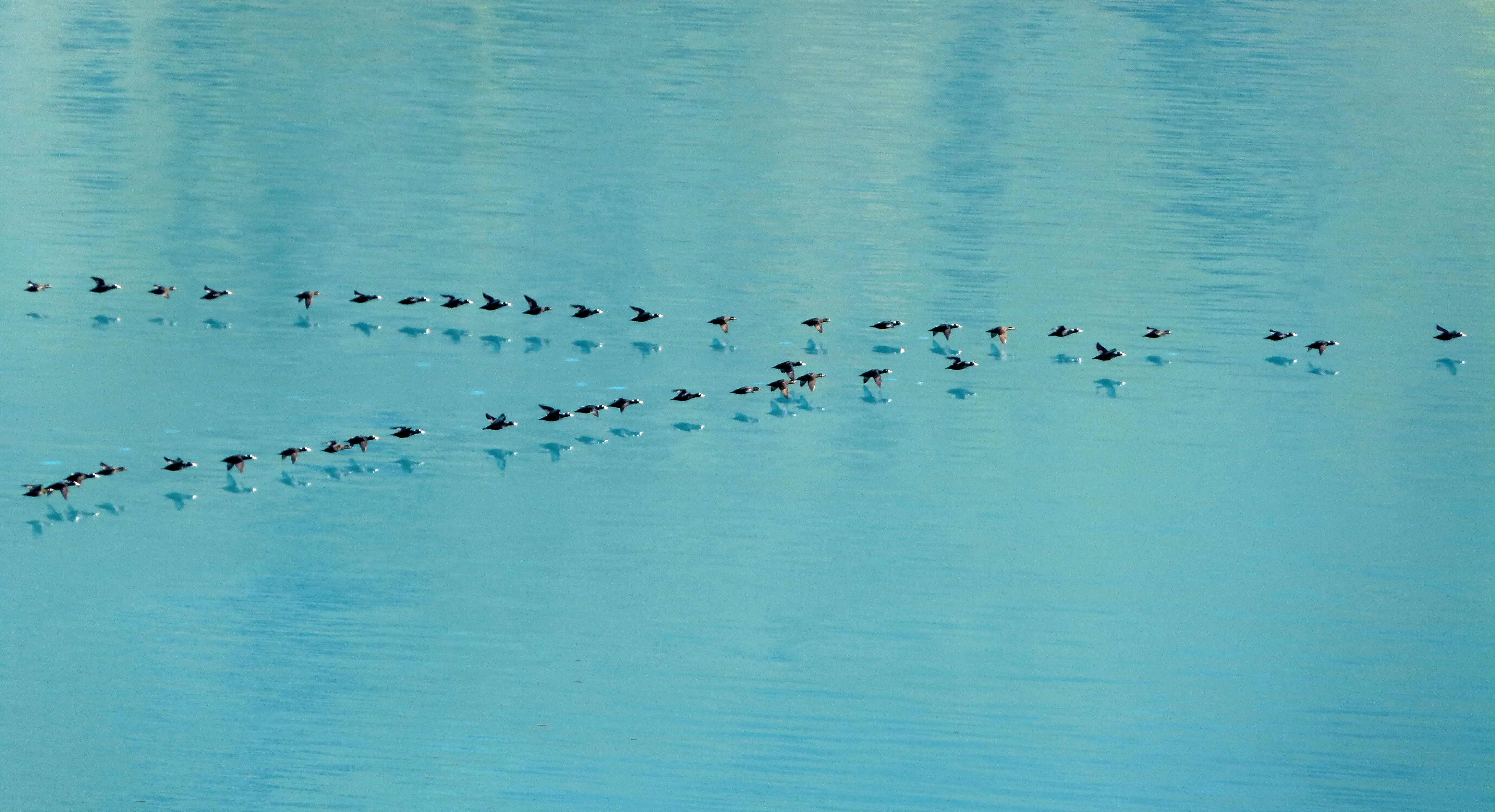
Groupe en vol, parc national de Glacier Bay, en Alaska.

### Alimentation
La Macreuse à front blanc consomme divers invertébrés, principalement des vers polychètes, des crustacés, des mollusques (bivalves ou gastéropodes), ainsi que des ophiures, mais également des œufs de poisson. Dans la baie de Chesapeake, les principales espèces consommées sont la moule à crochet (Ischadium recurvum), une palourde (Mulinia lateralis), et une clam (Gemma gemma). Sur la côte du sud de la Colombie britannique (Canada), la nourriture principale est  la moule commune (Mytilus edulis). Dans la baie de San Francisco, elle se nourrit de palourdes et d’œufs de hareng du Pacifique (Clupea pallasii) dans les prairies de zostères. La ponte très abondante des harengs du Pacifique permet aux macreuses de plonger moins longtemps et moins fréquemment, donc d'économiser des forces. Elles en profitent pour manger d'autres habitants des prairies de zostères, surtout des crustacés et à plus grande profondeur, des couteaux (Solen sicarius). La taille des bivalves consommés est inférieure à celle des bivalves consommés par la macreuse à ailes blanches.

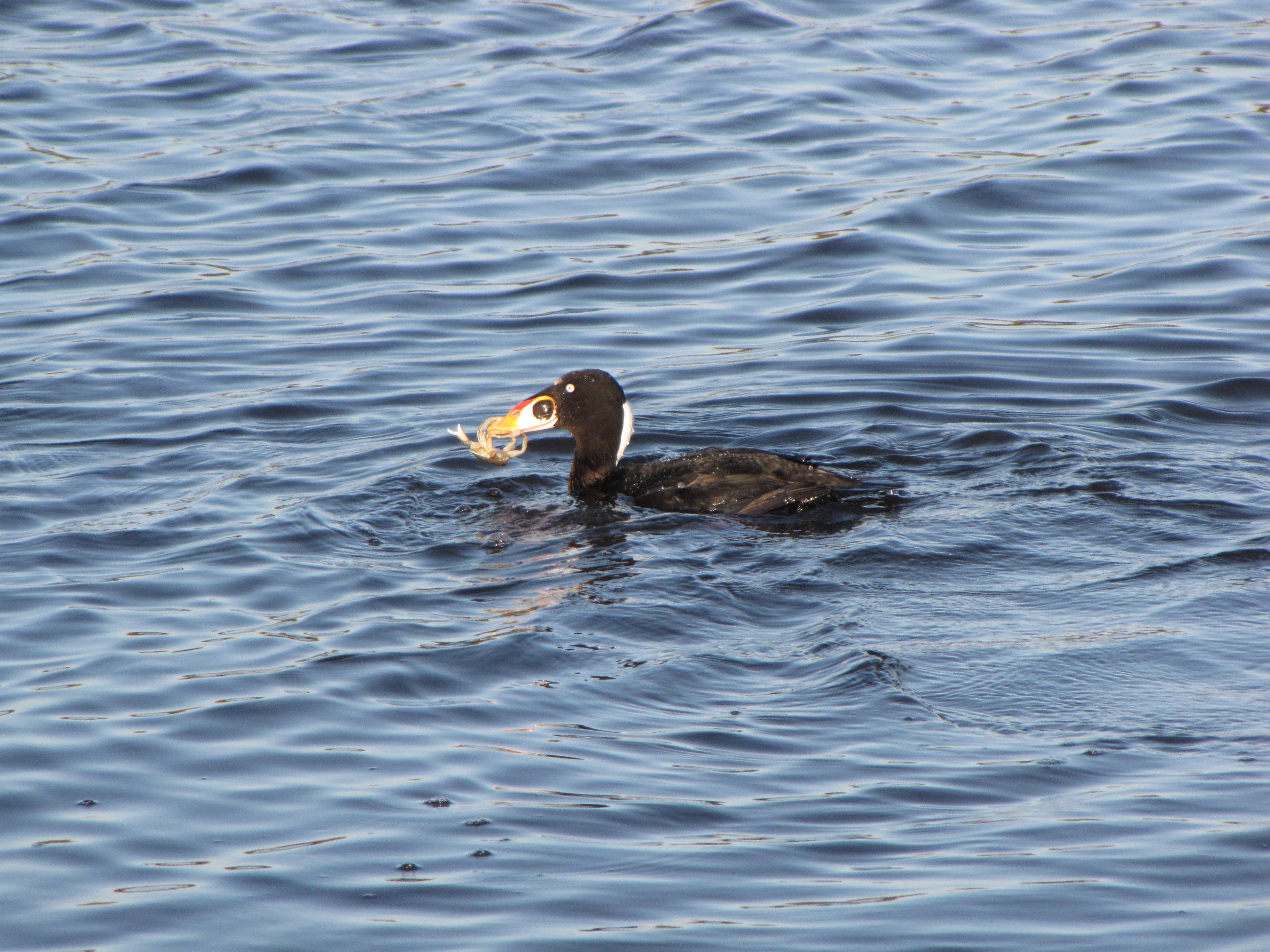
Mâle avec un crabe.

Parmi les proies consommées, une étude dans le détroit de Puget (État de Washington) a permis d'identifier, au sein des Crustacés, des Idotéidés (dont Idotea resecata), des Pinnothéridés (notamment Pinnixa sp. et Scleroplax granulata), des Cancridés (comme le crabe de Dungeness, Metacarcinus magister) et des Paguridés; parmi les mollusques bivalves, des Thyasiridés, des Solénidés, des Tellinidés (dont les genres Tellina et Macoma), un Psammobiidés (Nuttallia obscurata), des Vénéridés (dont Tapes philippinarum), des Cardiidés (dont Clinocardium), le Montacutidé Mysella tumida, la moule Mytilus trossulus (Mytilidés), des Nuculidés dont Acila castrensis et Nucula tenuis et des Nuculanidés. Parmi les mollusques gastéropodes (escargots) ont été identifiés des Trochidés, des Littorinidés, des Muricidés, des Collumbellidés, des Nassariidés et des Pyramidellidés dont Turbonilla et Odostomia.
En fonction de la disponibilité des proies, qui diminuent en nombre de décembre à mars, l'effort nécessaire augmente pour les macreuses, qui répondent en se répartissant dans les habitats où la diminution est la moins importante. L'augmentation de la taille de bivalves au cours de l'hiver les rend également moins attractifs, à cause de l'effort supplémentaire pour digérer les coquilles (les bivalves sont avalés entiers). Les macreuses tendent à se déplacer vers la fin de l'hiver et au printemps vers des lieux où se rencontrent plutôt des crustacés. Ainsi, la survie des macreuses à front blanc dépend de la disponibilité de lieux distincts avec une écologie différente, alors que la macreuse à ailes blanches, plus grande, est moins sensible à ces changements dans la disponibilité de nourriture.

### Reproduction
Les macreuses à front blanc parviennent dans les zones de reproduction autour du 28 mai (aussi bien dans les moitiés ouest et est de la zone de nidification). Historiquement, on constate un léger déplacement vers l'ouest des individus, ainsi qu'une arrivée tendanciellement plus précoce. La date d'arrivée est largement corrélée à celle de la fonte de la neige, que les oiseaux suivent au fur et à mesure de leur montée vers le nord, pour arriver le plus tôt possible sur le site de nidification. Une arrivée trop précoce n'aide pas, car elle peut signifier moins d'eau libre, donc moins de disponibilité de nourriture, des conditions plus difficiles, plus de prédation et de parasitisme.

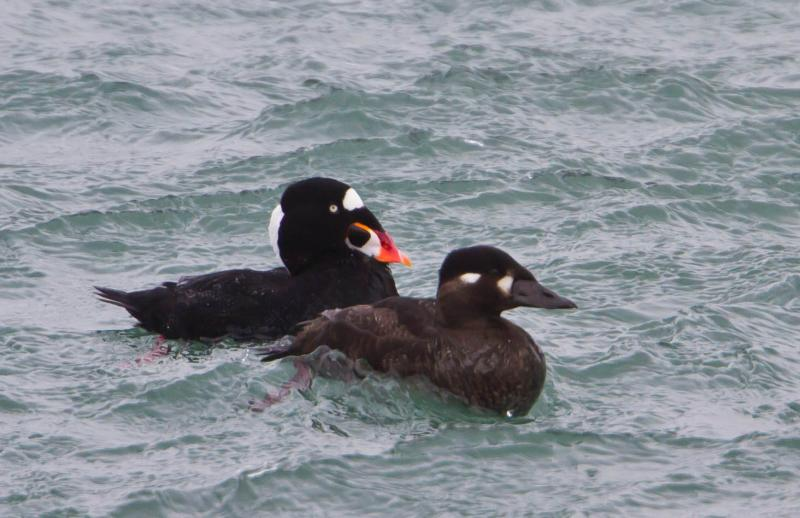
Couple de macreuses à front blanc.

Les adultes arrivent en moyenne quelques jours plus tôt que les subadultes de première année et de deuxième année (la reproduction intervient à partir de la troisième année, exceptionnellement dès la deuxième année). Les couples arrivent en même temps, les mâles non appariés quelques jours plus tôt en moyenne. Les populations de l'est et de l'ouest se croisent au milieu du continent. La fidélité aux lieux de nidification est très élevée (philopatrie). La construction du nid commence deux ou trois jours plus tard. Les mâles repartent en moyenne déjà après 23 jours, soit autour du 21 juin (vers le 14 à l'est), et les femelles non nicheuses environ un mois plus tard, entre mi et fin juillet,.

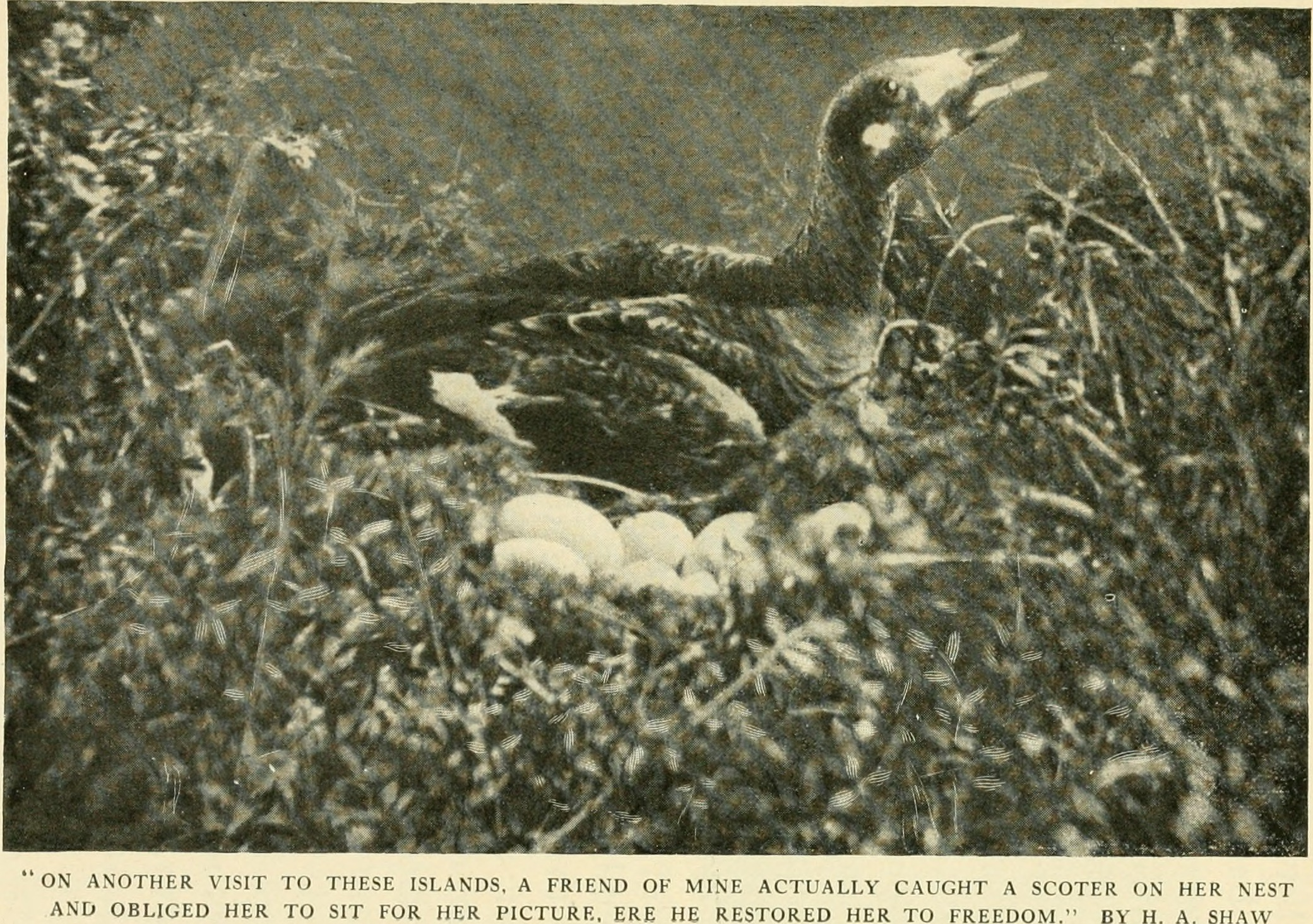
Photographie d'un nid par Herbert K. Job, publiée dans Among the water-fowl en 1902

Le nid est disposé au sol, dans la forêt ou la toundra, sous des conifères, vers la rive de la mer, d'un lac ou d'une rivière. La femelle creuse une dépression au sol, qu'elle aménage avec des débris végétaux et du duvet. Cinq à neuf œufs sont pondus, qui sont couvés par la femelle exclusivement, pendant environ 28 à 30 jours. La femelle amène ensuite les poussins dans une zone de nourrissage sur le plan d'eau choisi, de moins de 2 mètres de profondeur (évitant ainsi les gros poissons prédateurs des eaux plus profondes) et à l'abri du vent dominant pour éviter les vagues. Peu de temps après avoir quitté le nid, les poussins se réunissent en « crèches » nombreuses, et, rapidement, se nourrissent par eux-mêmes, une caractéristique relativement unique de cette espèce. Certaines années, la mortalité des poussins peut atteindre 55% à 65%. Les femelles abandonnent les jeunes entre la mi et la fin août et repartent à leur tour vers les zones d'hivernage, et les jeunes les suivent en dernier.

### Longévité
Les macreuses à front blanc sont des oiseaux qui vivent relativement longtemps, soit quinze ans ou plus, et dont la reproduction intervient à partir de la troisième année de vie. La mortalité est particulièrement forte en hiver, en lien avec le coût énergétique de la thermorégulation, la moindre disponibilité pour se nourrir à cause de la durée du jour plus courte, la diminution du nombre de proies, la prédation accrue, la dégradation de l'habitat et la pollution. La période de mue où les oiseaux perdent la capacité de voler n'est pas associée à une plus forte mortalité chez la macreuse à front blanc.

### Production sonores
Les macreuses à front blanc sont peu bavardes. Les mâles produisent des gloussements rapides, des croassements, et des puk-puk explosifs. La femelle produit des crahh de corneilles pendant la parade et lorsqu'elle défend les jeunes. Le bruit des ailes en vol est doux et sifflant.

## Menaces et dangers

### Classement sur la liste rouge
L'UICN  classe cette espèce dans la catégorie préoccupation mineure (LC), en raison de sa très large distribution, et d'un nombre d'individus important (estimé à 536 000 en 1994), bien que la tendance soit à un déclin lent mais significatif de la population, estimé à 50 à 70% depuis les années 1970,. Le niveau des populations semble plus lié au taux de survie des adultes qu'au succès de la reproduction ou à la mortalité des jeunes. Les menaces recensées sont :  
- la pollution (rejets industriels et militaires); parmi ceux-ci, il semble que les moules qui se fixent sur les structures d'aquaculture, et dont l'espèce se nourrit, présentent des taux de cadmium toxicologiquement significatif et qui peuvent être mis en relation avec le déclin de l'espèce[16] ; les individus qui hivernent près des installations industrielles accumulent des substances métalliques comme le cuivre, le sélénium, le mercure et les butylétains, qui détériorent leur condition physique et augmentent leur mortalité[35] ;
- les marées noires: on estime que c'est l'une des espèces les plus vulnérables aux marées noires, comme lors de celle du Cosco Busan, en 2007, dans la baie de San Francisco, où elle a représenté 25% des oiseaux morts et 40% des captures pour traitement dans les centres de soins. L'impact sur la population a été estimé à 4%, notamment parce que la plupart des individus tués étaient des adultes en bonne santé, qui se seraient reproduits l'année suivante[16], ;
- la chasse : une enquête a estimé à entre 18 000 et 45 000 individus tués entre 2004 et 2014 aux États-Unis et au Canada ;
- la collecte de ses ressources alimentaires ;
- la dégradation de ses habitats (planification minière dans les Territoires du Nord-Ouest)[26]
- les conséquences du changement climatique, par perte d'habitat (dégradation des zones marécageuses), décalage trophique ou diminution des ressources alimentaires : la diminution de la couverture neigeuse au printemps pourrait amener à une diminution de la population de 30% en 2080, par rapport à celle de 1980. L'acidification des océans pourrait affecter les populations de mollusques dont l'espèce se nourrit largement[16].

En 2018-2019, par contre, la baie de San Francisco a vu un afflux inédit depuis des décennies. Alors qu'entre 2013 et 2017, le nombre de macreuses à front blanc de la Baie n'atteignait qu'entre 2 000 et 3 500 individus, contre 30 000 dans les années 80, elles étaient plus de 14 000 lors de l'hiver 2018-2019, sans qu'on puisse dire quels sont les facteurs qui ont permis d'atteindre ce nombre.

### Prédation
Les macreuses à front blanc subissent la prédation terrestre du vison d'Amérique (mustélidés) et celles, marines, du pygargue à tête blanche, de l'orque et, plus occasionnellement, du lion de mer de Steller (Eumetopias jubatus) et de la loutre de mer (Enhydra lutris). Des restes de macreuses à front blanc ont également ont été retrouvés parmi des repas de harfang des neiges (Bubo scandiacus) et de loutre de rivière (Lontra canadensis) sans qu'on puisse déterminer s'il s'agit de prédation ou de nourriture sur charogne. La prédation pourrait également être possible par le faucon pèlerin, le faucon gerfaut, et le phoque commun.

### Parasites et maladies
Les oiseaux marins peuvent être sujets de parasitoses et de maladie. Chez la macreuse à front blanc, des vers acanthocéphales du genre Polymorphus ont été identifiés comme cause de mortalité, ainsi que des mycoses. La macreuse à front blanc peut être porteuse de virus de grippe aviaire,.

## Systématique
La Macreuse à front blanc a été scientifiquement décrite pour la première fois par Carl von Linné dans la dixième édition du son Systema naturae. Il la place alors dans le genre Anas, celui des canards, sous le nom d'Anas perspicillata. Elle est déplacée ensuite dans le genre Melanitta, décrit en 1822 par le naturaliste allemand Friedrich Boie.

Avant Linné, cet oiseau a été décrit et dessiné par le naturaliste anglais Georges Edwards sous le nom de « great black duck from Hudson's Bay », soit « le grand canard noir de la baie d'Hudson », dans son livre A Natural History of Uncommon Birds (en français, Une Histoire naturelle d'oiseaux peu communs), paru en 1750. Linné cite d'ailleurs Edwards dans son propre ouvrage. 

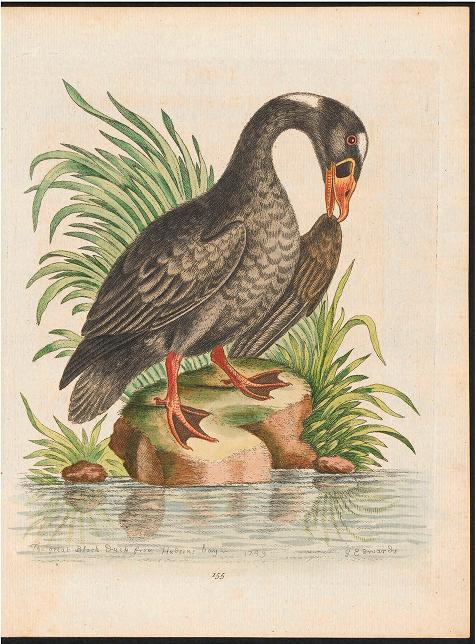
Illustration de Macreuse à front blanc par George Edwards en 1750, mentionnée par Linné dans sa description originale de l'espèce en 1758.
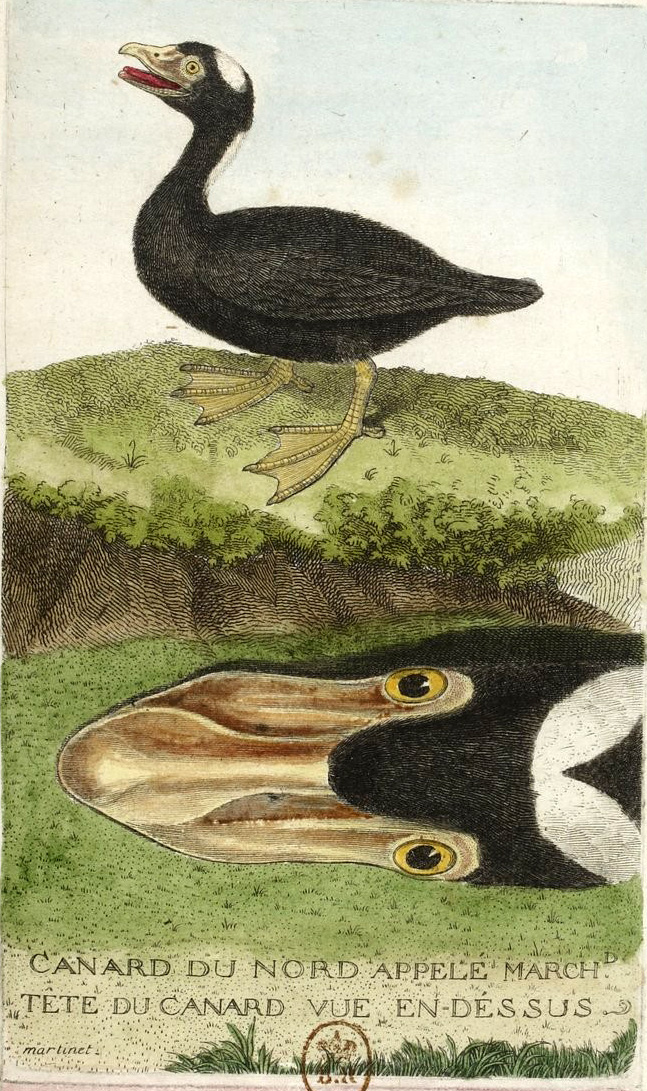
Illustration de François-Nicolas Martinet, 1796.
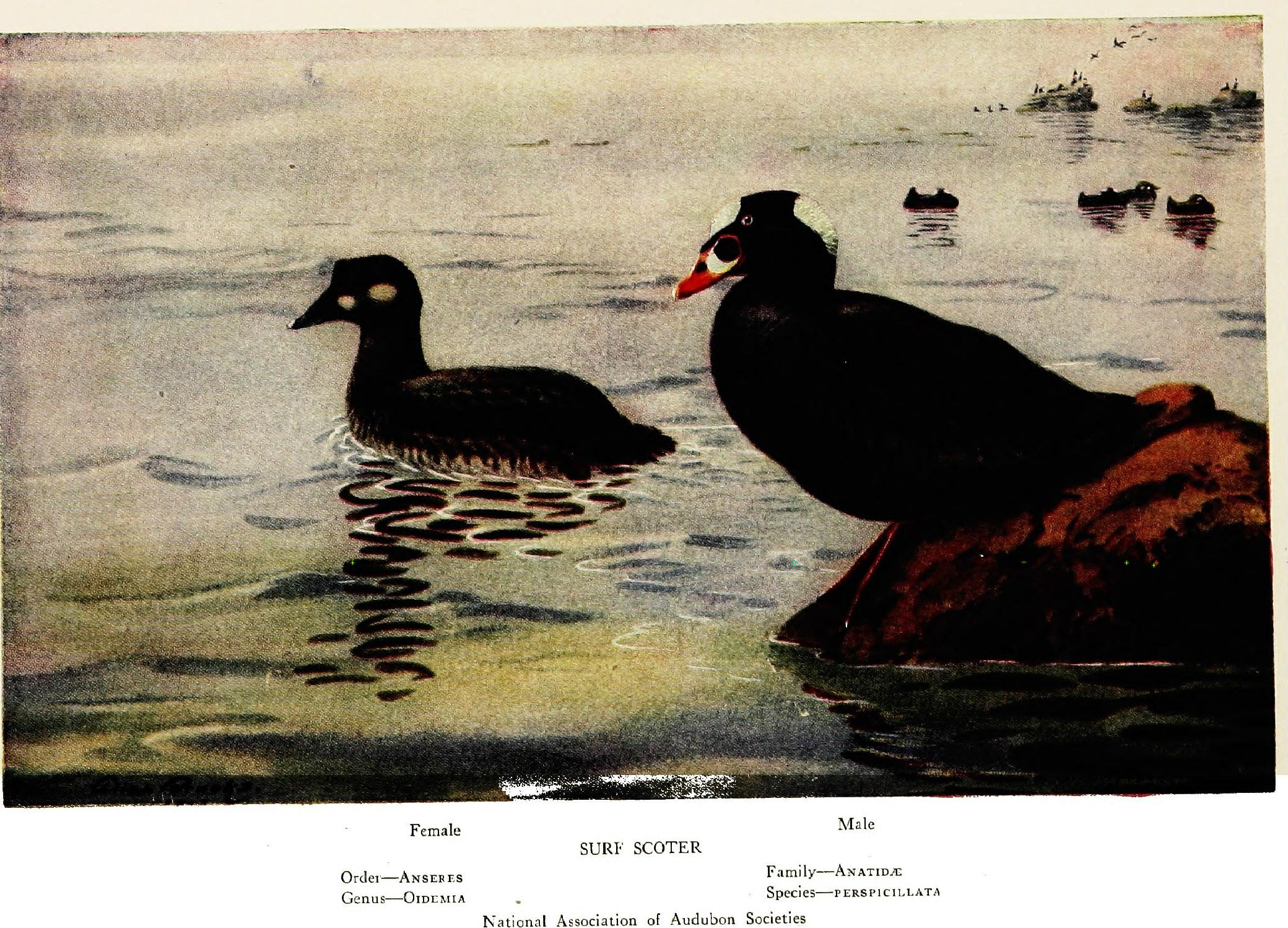
Illustration de Neltje Blanchan, 1922.
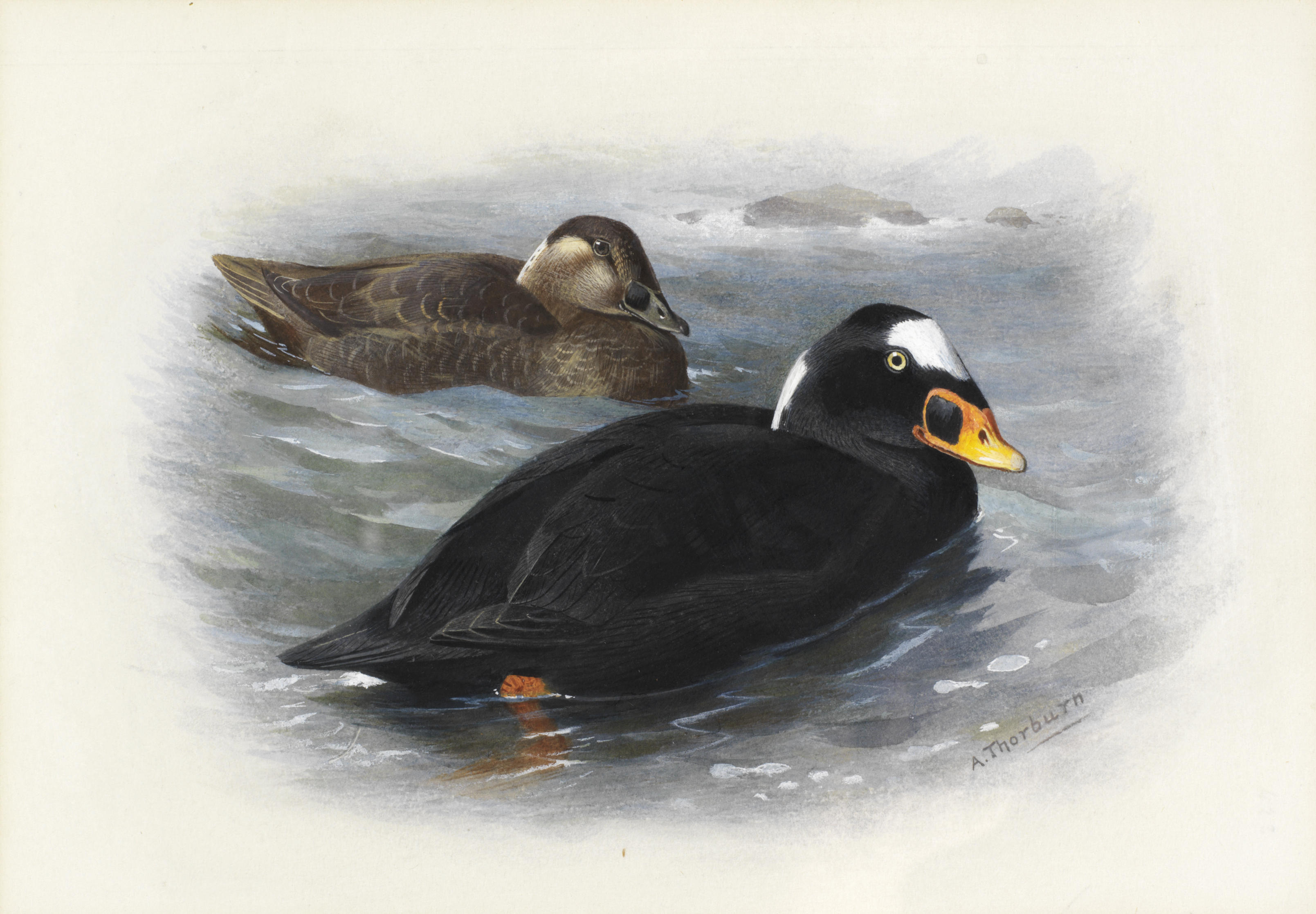
Illustration d'Archibald Thorburn (au plus tard 1935).

L'espèce est rangée dans le sous-genre nominal Melanitta, aux côtés de la Macreuse brune (Melanitta fusca) et de la Macreuse à ailes blanches (Melanitta deglandi). Ce sous-genre est le groupe frère du sous-genre Oidemia, qui comprend la macreuse noire et la macreuse américaine ou à bec jaune.
Au niveau supra-générique, elle est placée dans la sous-famille des Anatinae, dans la tribu des Mergini, celle des canards marins, qui comprend les eiders, les harles, les garrots, la harelde et l'Arlequin plongeur.

### Étymologie
Melanitta est formé à partir du grec scientifique μέλας (melas, « noir », comme dans mélancholie ou mélanome, ) et νηττα (netta, « canard »), pour signifier « canard noir », en raison de la couleur noire ou sombre des espèces du genre. L'épithète spécifique perspicillata signifie « à lunettes », du latin perspicere (« voir à travers »).